# The Wolf Man (film fra 1941)
The Wolf Man er en amerikanske monster – varulve – gyser fra 1941. Filmen er skrevet af Curt Siodmak og produceret og instrueret af George Waggner. I rollerne ses Lon Chaney, Jr. som The Wolf Man, samt Claude Rains, Evelyn Ankers, Ralph Bellamy, Patric Knowles, Bela Lugosi, og Maria Ouspenskaya.
The Wolf Man har haft en stor indflydelse på Hollywoods skildringer af legenden om varulv. Filmen er den anden varulv film fra Universal Pictures, I 1935 havde man forsøgt sig med “Werewolf of London”(Varulv i London), der dog ikke blev nogen stor kommerciel succes. En genindspilning blev udgivet i begyndelsen af 2010. Medvirkende Benicio del Toro og Anthony Hopkins.

## Handling
Larry Talbot (Lon Chaney Jr.) vender tilbage til Wales for at møde sin far, Sir John Talbot (Claude Rains). Han forelsker sig i Gwen Conliffe. En nat bliver han bidt af, hvad der synes at være en ulv, men det viser sig at være en varulv, hvis forbandelse bliver overført til Larry, som derved bliver til en varulv.
I filmen er der det berømte digt, der senere dukkede op i flere af filmens efterfølgere:
Even a man who is pure in heart
and says his prayers by night
may become a wolf when the wolfbane blooms
and the autumn moon is bright.
Digtet siges at være et gammelt digt, men det blev skrevet af Curt Siodmak. I de senere film har den sidste linje ofte været ændres til "Og Fuldmånen er lys", og varulve har derefter kunne opstå, ved fuldmåne.

## Medvirkende
- Lon Chaney, Jr. som Larry Talbot / The Wolf Man
- Claude Rains som Sir John Talbot
- Warren William som Dr. Lloyd
- Ralph Bellamy som Colonel Montford
- Patric Knowles som Frank Andrews
- Béla Lugosi som Bela
- Maria Ouspenskaya som Maleva
- Evelyn Ankers som Gwen Conliffe
- J.M. Kerrigan som Charles Conliffe
- Fay Helm som Jenny
- Forrester Harvey som Twiddle

## Eksterne Henvisninger
- The Wolf Man på Internet Movie Database (engelsk)
- The Wolf Man på Filmdatabasen
- The Wolf Man i Svensk Filmdatabas (svensk)
- The Wolf Man på AlloCiné (fransk)
- The Wolf Man på MovieMeter (nederlandsk)
- The Wolf Man på AllMovie (engelsk)
- The Wolf Man hos American Film Institute (engelsk)
- The Wolf Mans profil hos Encyclopædia Britannica Online (engelsk)
- The Wolf Man på Turner Classic Movies (engelsk)
- The Wolf Man på The Movie Database (engelsk)

| Portal | Portal:Film |